# Šigemi Išii
Šigemi Išii (* 7. červenec 1951) je bývalý japonský fotbalista.

## Klubová kariéra
Hrával za Furukawa Electric.

## Reprezentační kariéra
Šigemi Išii odehrál za japonský národní tým v letech 1974–1979 celkem 15 reprezentačních utkání.

## Statistiky
| Japonsko | Japonsko | Japonsko |
| Roky     | Záp.     | Góly     |
| -------- | -------- | -------- |
| 1974     | 4        | 0        |
| 1975     | 1        | 0        |
| 1976     | 0        | 0        |
| 1977     | 4        | 0        |
| 1978     | 0        | 0        |
| 1979     | 6        | 0        |
| Celkem   | 15       | 0        |